# SAIT Abrasivi
SAIT Abrasivi ist ein italienischer Hersteller von Schleifmitteln. Das Unternehmen wurde 1953 von Ernesto Peinetti in Turin gegründet und gehört zu den weltweit größten Herstellern. SAIT stellt Trennscheiben von 75 bis 600 mm Durchmesser her. In Piozzo werden Schleifmittel auf Unterlagen (z. B. Schleifpapier) produziert.
Das Unternehmen besitzt 10 Standorte in Italien sowie 6 Tochtergesellschaften im Ausland.
Am 1. Juli 2018 hat die Firma SAIT ABRASIVI aus Turin in Italien, eine eigene Niederlassung für Deutschland gegründet. Hierfür wurde die c-parts GmbH in die SAIT-Unternehmensgruppe eingegliedert.